# Lichtrichtung
Die Lichtrichtung ist im Bereich der Film-, Fernseh- und Theaterbeleuchtung der bestimmendste Parameter und kennzeichnet die Position einer Lichtquelle zum beleuchteten Objekt, definiert aus der Betrachtungsrichtung. Daneben spielt der Einfallswinkel des Lichts auch eine Rolle in der bildenden Kunst und der Fotografie.

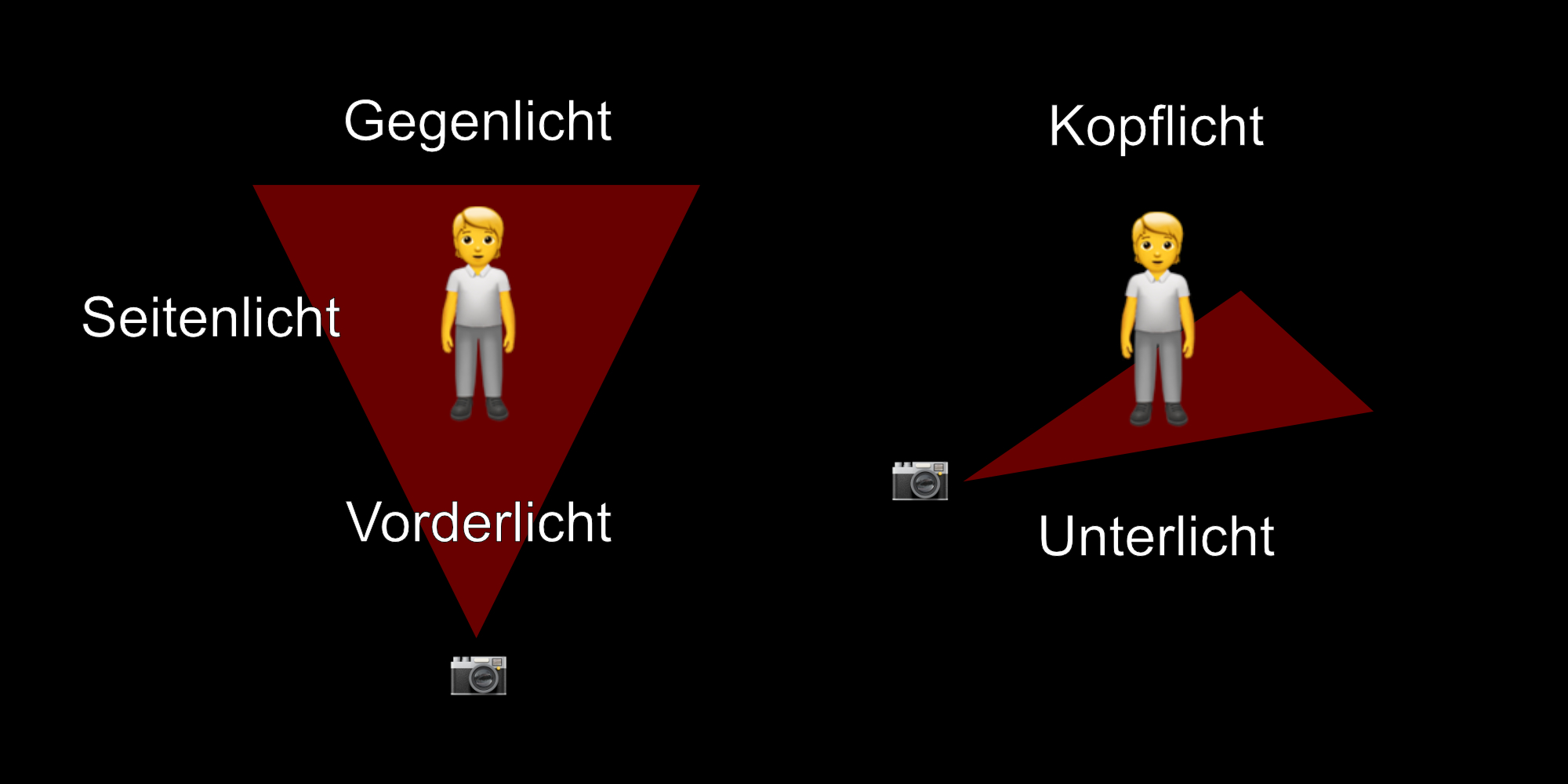
Verschiedene Arten von Lichtrichtungen

## Arten und Wirkung
- Das Gegenlicht erzeugt einen Lichtsaum um die Figuren. Es setzt sie deutlich vom Hintergrund ab erzeugt dadurch räumliche Tiefe. Das schattige Motiv kann dekorativ, stimmungsvoll, strahlend, ebenso auch bedrohlich, düster und zwielichtig wirken.

- Das Seitenlicht (seitliche Beleuchtung, Kellerlicht, Streiflicht) lässt Körper sowie die Texturen von Oberflächen plastisch erscheinen. Es kann eine dramatische, düstere, melancholische oder unheimliche Wirkung entstehen.

- Das Kopflicht (Auflicht, Oberlicht) strahlt mehr oder weniger senkrecht von oben. Es ist das Mittagslicht oder erinnert daran. Die Gegenstände besitzen kaum einen Schatten. Das Kopflicht lässt Körper in senkrechter Richtung gestreckt erscheinen. Durch die senkrechte Schattenbildung gleicht es die flache Wirkung des Vorderlichts aus. Der Gegenstand kann alltäglich, neutral, aber auch fröhlich, leicht, harmonisch und strahlend, manchmal sogar göttlich oder transzendent wirken.

- Das Unterlicht (Fußlicht, Höllenlicht) entspricht keiner natürlichen Lichtrichtung und wirkt deshalb unnatürlich, gespenstisch, dramatisch, unheimlich.

- Das Vorderlicht (Frontallicht, Frontlicht, Direktlicht) erzeugt aus der Sicht des Betrachters keine Schatten, da diese hinter dem Objekt liegen. Seine Wirkung ist deshalb flach. Verwendet wird es zur Aufhellung (nämlich der Schatten von Licht aus anderen Richtungen) und Kenntlichmachung von Gesichtszügen. Das Motiv wirkt meist lebensnah, offen, realistisch, ruhig, aber auch langweilig und statisch. Gesichter in Passfotos erscheinen im Vorderlicht, damit sie nüchtern und zuverlässig wirken.
- In der Praxis werden selbstverständlich auch Resultierende aus den vorgenannten Lichtrichtungen verwendet, die Wirkung ist dann adäquat.

Siehe auch: Diffuses Licht

## Bedeutung
Die Lichtrichtung bestimmt vor allen anderen Parametern (Art der Bündelung, Helligkeit, Farbe) die Wirkung von Licht auf Personen oder Objekte.
Der gezielte Einsatz der verwendeten Lichtrichtungen entscheidet über räumliche Tiefe, Plastizität, Erkennbarkeit und dramaturgische Wirkung einer Szene.
Der großen Bedeutung der Lichtrichtungen wird im Theaterbau durch eine Vielzahl bauseits festgelegter Beleuchtungspositionen Rechnung getragen:
- frontale (und dazu diametrale) Positionen: Brücken und Obermaschinerie
- laterale Positionen: Portal-Türme, Galerien, Proszeniumsbereiche

Im Bereich der Veranstaltungstechnik und bei Film und Fernsehen wird die Wirkung verschiedener Lichtrichtungen üblicherweise durch temporär eingerichtete Beleuchtungspositionen (Stative, Traversensysteme) berücksichtigt. 